# Baza wojskowa Gibor
Baza wojskowa Gibor (hebr. בסיס גיבור; pol. Baza Bohater) – baza wojskowa Sił Obronnych Izraela znajdującą się przy mieście Kirjat Szemona na północy Izraela.

## Położenie
Baza wojskowa jest położona w północnej części Doliny Hula w Górnej Galilei. Jest to tzw. Palec Galilei, a baza leży w odległości 2,5 km od granicy izraelsko-libańskiej, znanej jako Niebieska Linia.

## Historia

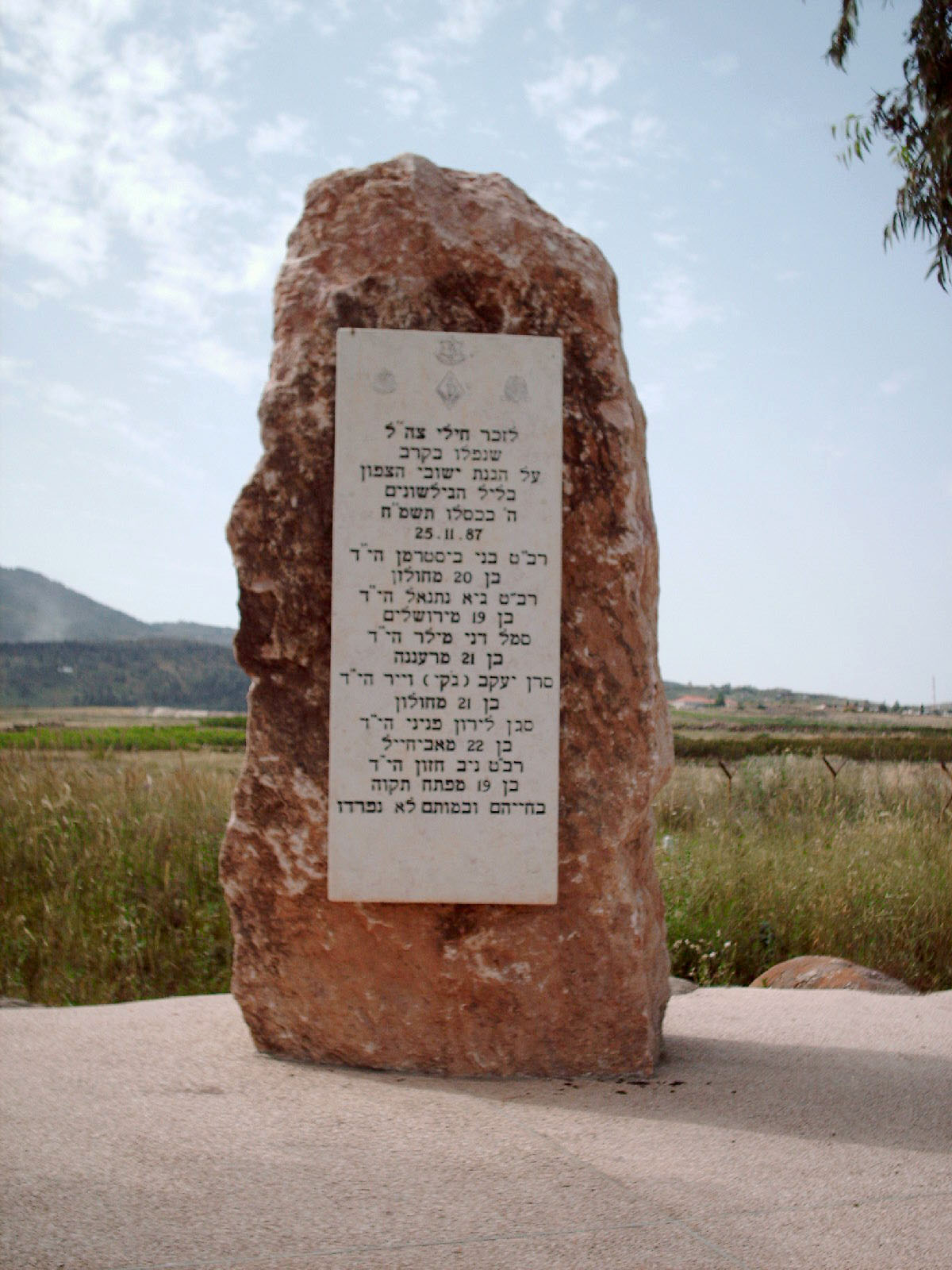
Pomnik upamiętniający ofiary ataku terrorystycznego z nocy szybowców

W nocy 25 listopada 1987 roku dwóch palestyńskich terrorystów przy użyciu motolotni przeniknęło z południowego Libanu do Izraela i zaatakowali położony na wschód od bazy Gibor tymczasowy obóz wojskowy, w którym stacjonowali wówczas żołnierze z Brygady Nachal. Zginęło 6 izraelskich żołnierzy, a kolejnych 8 zostało rannych. Atak ten przeszedł do historii jako noc szybowców. Miejsce ataku jest dzisiaj upamiętnione pomnikiem.

## Wykorzystanie
Baza wojskowa Gibor służy jako sztab i koszary rezerwowej 769 Brygady Piechoty Chiram. Brygada jest odpowiedzialna za utrzymanie bezpieczeństwa na granicy izraelsko-libańskiej w obszarze Palca Galilei, z tego powodu posiada w tym rejonie kilka mniejszych baz. W bazie Gibor stacjonuje batalion medyczny. Są tu także warsztaty naprawcze pojazdów. Na południe od bazy znajduje się lądowisko helikopterów. Należy ono do bazy Gibor, jednakże helikoptery mają swoją macierzystą bazę w bazie lotniczej Ramat Dawid. Na wschód od bazy jest położony trawiasty pas startowy.

## Transport
W bezpośrednim sąsiedztwie bazy przebiega droga nr 99, którą jadąc na zachód dojeżdża się do skrzyżowania z drogą nr 90, lub na wschód do północnej strefy przemysłowej i dalej do bazy wojskowej Bet Hillel. Na południowym wschodzie znajduje się port lotniczy Kirjat Szemona, którego asfaltowy pas startowy ma długość 1348 metrów.